# Forêt nationale d'Angelina
La forêt nationale d'Angelina (anglais : Angelina National Forest) est une forêt fédérale protégée situé au Texas, aux États-Unis.
Elle s'étend sur une surface de 620 km2, et a été créée en 1935.